# Voalavo
Voalavo là một chi động vật có vú trong họ Nesomyidae, bộ Gặm nhấm. Chi này được Carleton and Goodman miêu tả năm 1998. Loài điển hình của chi này là Voalavo gymnocaudus Carleton and Goodman, 1998.
Các loài trong chi này chỉ được phát hiện ở Madagascar. Cả hai loài đều được tìm thấy trong các khu rừng trên núi ở độ cao trên 1250 m; Voalavo gymnocaudus sống ở miền bắc Madagascar và Voalavo antsahabensis phân bố trong một phạm vi nhỏ ở miền trung của đảo.

## Hình ảnh

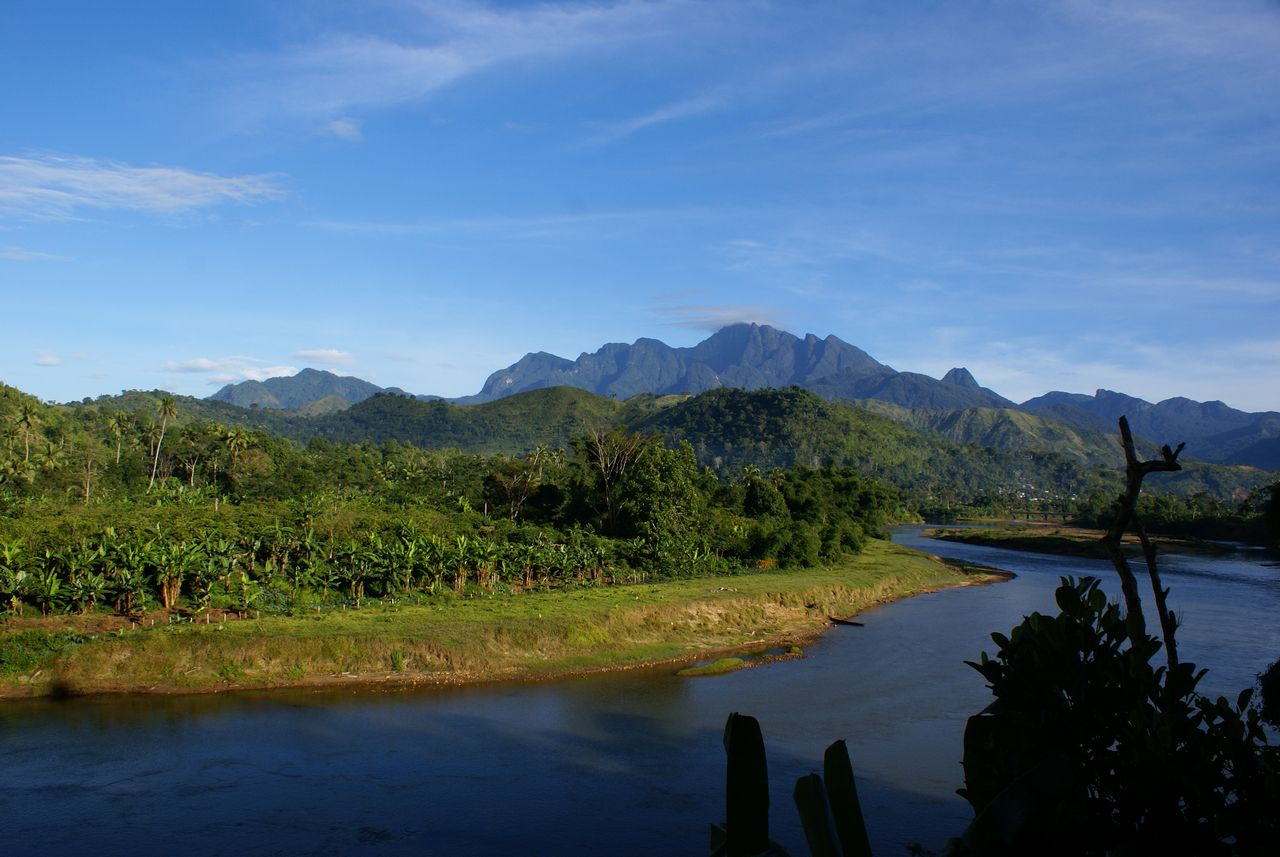
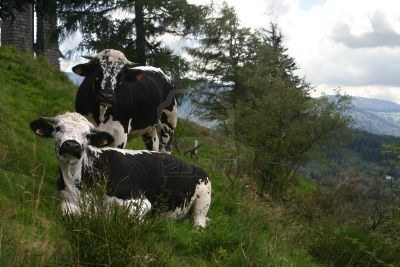

## Các loài
Chi này gồm các loài:
| Vị trí                                                           | n | Đầu-thân | Đuôi    | Chân  | tai   | Cân nặng  |
| ---------------------------------------------------------------- | - | -------- | ------- | ----- | ----- | --------- |
| Anjanaharibe-Sud (V. gymnocaudus)                                | 4 | 86–90    | 119–120 | 20–21 | –     | 20.5–23,5 |
| Marojejy (V. gymnocaudus)                                        | 5 | 80–90    | 113–126 | 17–20 | 15–15 | 17.0–25,5 |
| Anjozorobe (V. antsahabensis)                                    | 4 | 86–91    | 106–119 | 19–21 | 15–16 | 20.7–22,6 |
| n: Số mẫu đo đạc. Đơn vị tính theo mm, trừ cơ thể tính bằng gam. |   |          |         |       |       |           |